# Brachyhesma carnarvonensis
Brachyhesma carnarvonensis là một loài Hymenoptera trong họ Colletidae. Loài này được Exley mô tả khoa học năm 1977.